# Bargh Shiraz
Bargh Shiraz (persisika: برق شيراز) är en fotbollsklubb från Shiraz i Iran. Laget spelar i Irans högsta liga IPL. Laget grundades 15 maj 1946. Klubben vann Hafiz Cup 1997, och vann den 2:a divisionen 1999-2002. 

## Historia
Historien liknar väldigt mycket laget Fajr Sepasi, dels för att båda lagen kommer ifrån Shiraz. 1946 så skapade ett par unga spelare och Ebrahim Nematollahi ett lag vars namn var Bargh Shiraz. Klubben vann den iranska cuppen Hazfiz Cup 1997, och skickades upp till IPL.

## Tränare
- Ebrahim Abbasi
- Bizhan Bidari
- Karnik Mehrabian
- Abbas Razavi
- Khalil Salehi Karounian
- Hossein Hosseinzadeh
- Gholam Hossein Peirovani
- Mahmoud Yavari (1978)
- Fereydoon Asgharzadeh (1995)
- Gholam Hossein Peirovani (1995)
- Mahmoud Yavari (1996)
- Khalil Salehi Karounian (1996)
- Hassan Habibi (1997)
- Gholam Hossein Peirovani (1998)
- Mohammad Abbasi (1999)
- Asghar Sharifi (2000 - 2001)
- Ebrahim Ghasempour (2002)
- Mohammad Abbasi (2002 - 2003)
- Mohammad Ahmadzadeh (2003 - 2004)
- Abbas Simakani (2004)
- Mahmoud Yavari (2004 - 2005)
- Zlatko Ivanković (2005 - 2006)
- Bizhan Zolfagharnasab (2006 - present)
- Farshad Pious

## Kända Spelare
- Alireza Ghashghaeian
- Gholam Hossein Peyrovani
- Afshin Peyrovani